# 2D (Gorillaz)
Stuart Pot (született: Stuart Harold Tusspot, becenevén: 2D) a brit virtuális együttes, a Gorillaz énekese, billentyűse és frontembere. Énekhangját a banda való életbeli frontembere, Damon Albarn adja, az animációkban pedig Nelson De Freitas (2000-2017) majd Kevin Bishop (2017-napjainkig) a hangja. 2D az egyetlen tagja a Gorillaznak, aki hivatalosan minden megjelent stúdióalbumon szerepelt.

## Megjelenés
2D volt az első karakter akit Damon Albarn és Jamie Hewlett megalkotott 1998-ban, egy olyasvalaki, akit úgy akartak ábrázolni, mint egy "klasszikus buta szépfiú énekes". A karakter szembetűnően magas és vékony. Szemei teljesen feketék egy trauma miatt, amit a virtuális banda basszusgitárosa, Murdoc Niccals okozott. Tizenegy éves kora óta kék haja van, miután összes haja kihullott és azúrkék színben nőtt vissza. Az eredeti hajszíne barna volt. A Gorillaz karakterek fázisai alatt 2D megjelenése is sokat változott. Hiányzik az egyik első foga.

## Történet

### Phase 1: Celebrity Take Down (1998–2002)
1997. augusztus 15-én Murdoc betört egy hangszerboltba, ahol véletlenül megsebesítette 2D-t, aki kómába esett. Később Murdoc újra balesetet okozott, amely során 2D másik szeme is megsérült, de ez "felébresztette" őt. Murdoc felfedezte 2D zenei tehetségét, és megalapította a Gorillaz zenekart, amelyhez csatlakozott Russel Hobbs dobos és Noodle gitáros is. A zenekar a Kong Studiosban működött. 2001-ben kiadták első albumukat Gorillaz néven. 

### Phase 2: Slowboat to Hades (2004–2008)
Murdocot letartóztatták Mexikóban hamis csekkek miatt. Noodle Japánba utazott a múltját kutatva. 2D volt a következő aki elutazott, Los Angelesbe.
A bandatagok kalandos utazásai után, Noodle összehívta a csapatot és a Gorillaz újra összeállt, majd dolgozni kezdett a Demon Days albumon.

### Phase 3: Escape to Plastic Beach (2010–2013)
Miközben egy új rejtekhely után kutatott, Murdoc talált egy szigetet, ami teljes egészen szemétből állt. Itt lett a Gorillaz új főhadiszállása, Murdoc elnevezte a szigetet Plastic Beach-nek. 2D Bejrútba ment, hogy egyedül éljen. Murdoc azonban elrabolta őt, és a következő Gorillaz albumon, a Plastic Beach-en való asszisztálásra kényszerítette.

### Phase 4: We Are Still Humanz (2014–2018)
2D hallotta, hogy a banda tagjai újra összejönnek, emiatt egy féléves magányos utazást tett a a Himalájába. Tovább is maradt volna, de a szerzetesek kiközösítették, mert túl sokat beszélt. 
2017-ben, 7 évvel a Plastic Beach után, kiadták legújabb albumukat, a Humanz-t. Ezért az albumért a Gorillaz sok kritikát kapott, amiért túl sok közreműködőt hívtak meg és 2D kevés szerepet kapott az éneklés terén. 2D válaszul írt egy dalt és készített egy videóklipet is Sleeping Powder címmel.

### Phase 5: No More Unicorns Anymore (2018–2019)
Murdoc ismét börtönbe került, ami miatt új basszusgitáros után kutatott a banda. Bevették Ace-t ideiglenesen, amíg Murdoc nem szabadul. Az új felállással kiadták a következő, hatodik albumukat a The Now Now-t.

### Phase6: Wish You Wear Ear(2019–2021)
Noodle küldött egy képeslapot a bandatagoknak, amiben leírja, hogy szeretne építeni egy gépet. A gép, amely később kiderült a Song Machine, ami a Gorillaz következő projektjének neve is. Egy olyan album, ami epizodikusan jelenik meg a streaming szolgáltatások segítségével, lényegében egy folyamatosan frissülő lejátszási listaként.
A The Lost Chord című dal klipjében a banda ismét Plastic Beach-en találta magát. A klip során egy vízi szörny elpusztítja a szigetet. A videó végén 2D megmenti Murdoc-ot.

### Phase7: The Static Channel(2022–2024)
Murdoc létrehozott egy kultuszt, The Last Cult néven. 2D megkapta a "kiválasztott" szerepet a kultuszban.
Nem sokkal később, a banda kiadta nyolcadik albumát, a Cracker Island-et.